# Pleonomus tereticollis
Pleonomus tereticollis là một loài bọ cánh cứng trong họ Elateridae. Loài này được Ménétriés miêu tả khoa học năm 1849.